# 布瓦耶
布瓦耶（法語：Boyer，法語發音：[bwaje]）是法国索恩-卢瓦尔省的一个市镇，属于索恩河畔沙隆区。

## 地理
布瓦耶（46°35'32"N, 4°53'6"E）面积16.93 平方千米，位于法国勃艮第-弗朗什-孔泰大區索恩-卢瓦尔省，该省份为法国中部省份，北起顺时针与科多尔省、汝拉省、安省、罗讷省、卢瓦尔省、阿列省和涅夫勒省接壤。
与布瓦耶接壤的市镇（或旧市镇、城区）包括：索恩河畔日尼、瑞日、奥尔姆、大塞讷塞、锡芒德尔、图尔尼、韦尔。

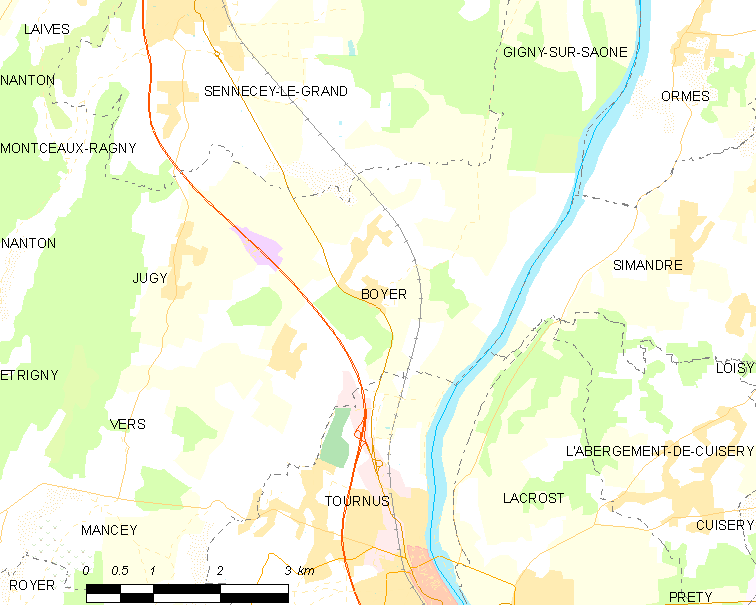
布瓦耶的OSM定位图

布瓦耶的时区为UTC+01:00、UTC+02:00（夏令时）。

## 行政
布瓦耶的邮政编码为71700，INSEE市镇编码为71052。

## 政治
布瓦耶所属的省级选区为图尔尼县。

## 人口

1962-2008年间布瓦耶人口变化图示

布瓦耶于2022年1月1日时的人口数量为726人。